# Congreso Mundial de Ucrania
Congreso Mundial de Ucrania (ucraniano en ucraniano: Світовий Конґрес Українців o СКУ ) es una organización sin fines de lucro, una asociación no partidista y una asamblea de coordinación internacional de todas las organizaciones públicas ucranianas en la diáspora. Fundada originalmente en 1967 como Congreso Mundial de Ucranianos Libres, la organización pasó a llamarse en 1993 a su nombre actual.
El Congreso Mundial Ucraniano enumera sus principales metas y objetivos de la siguiente manera: 1) Representar los intereses de los ucranianos en la diáspora; 2) Coordinar una red internacional de organizaciones miembro que apoyen y promuevan la identidad nacional, el espíritu, el idioma, la cultura y los logros de los ucranianos en todo el mundo; 3) Fomentar el desarrollo cívico de los ucranianos en sus países de residencia, a la vez que se promueve una actitud positiva hacia los ucranianos y el Estado ucraniano; y 4) Defender los derechos de los ucranianos, independientemente de su lugar de residencia, de conformidad con la Declaración Universal de Derechos Humanos.

## Historia
Fundada originalmente en 1967 como Congreso Mundial de Ucranianos Libres, la organización pasó a llamarse en 1993 a su nombre actual.
Desde la independencia de Ucrania en 1991, la UWC ha ayudado a Ucrania a convertirse en el epicentro natural del ucranismo en todo el mundo para beneficio de los ucranianos tanto en Ucrania como en el extranjero.
En 2003, el Congreso Mundial de Ucrania fue reconocido por el Consejo Económico y Social de las Naciones Unidas como organización no gubernamental (ONG) con estatus consultivo especial. 
La UWC se ha centrado en cuestiones tan importantes como: la protección y defensa de los derechos humanos y de las minorías nacionales de los ucranianos; el reconocimiento internacional del Holodomor de 1932-33 como un acto de genocidio (hoy reconocido oficialmente por 16 países); la democratización de Ucrania y su integración a la Unión Europea; el fortalecimiento de Ucrania como Estado y la inviolabilidad de sus fronteras; monitoreo electoral, incluida la Misión Internacional de Observación Electoral de la UWC para las elecciones parlamentarias de 2012 en Ucrania (la misión no gubernamental más grande de su tipo patrocinada); las cuestiones sociales y económicas que rodean la migración económica desde Ucrania; la promoción de la lengua ucraniana en Ucrania y la diáspora; la devolución a la comunidad ucraniana en Polonia de la Casa Nacional Ucraniana en Przemyszl, confiscada durante la Operación Vístula (Akcja Wisla); y el problema global de la trata de personas.
Actualmente, la UWC promueve activamente la eurointegración de Ucrania en reuniones con altos funcionarios de la Unión Europea. La UWC ha pedido la firma del Acuerdo de Asociación UE-Ucrania ya el 25 de febrero de 2013 durante la Cumbre UE-Ucrania en Bruselas, Bélgica.

## Liderazgo
La UWC tiene un presidente y un comité ejecutivo. También 13 consejos y comités del Congreso Mundial Ucraniano trabajan activamente en el abordaje de cuestiones que definen la vida comunitaria ucraniana. Entre ellos se encuentran los derechos humanos y civiles, asuntos relacionados con la ONU, la concienciación sobre el Holodomor en la comunidad internacional, educación, servicios sociales, juventud, asistencia a ciudadanos ucranianos residentes en el extranjero, temas académicos, cultura, lucha contra la trata de personas, medios de comunicación, deportes y el movimiento cooperativista.

## Organizaciones miembros
El congreso tiene organizaciones miembros en 33 países y vínculos con ucranianos en 14 países adicionales. Fundado en 1967 en la ciudad de Nueva York como Congreso Mundial de Ucranianos Libres.

## Convenciones
- I Congreso Mundial de Ucranianos Libres (12 al 19 de noviembre de 1967; Nueva York )
- II Congreso Mundial de Ucranianos Libres (1 al 4 de noviembre de 1973; Toronto )
- III Congreso Mundial de Ucranianos Libres (23 al 26 de noviembre de 1978; Nueva York)
- IV Congreso Mundial de Ucranianos Libres (30 de noviembre - 4 de diciembre de 1983; Toronto)
- V Congreso Mundial de Ucranianos Libres (22 al 27 de noviembre de 1988; Toronto)
- VI Congreso Mundial de Ucranianos Libres (2 al 7 de noviembre de 1993; Toronto)
- VII Congreso Mundial de Ucrania (2 al 7 de diciembre de 1998; Toronto)
- VIII Congreso Mundial de Ucrania (18 al 21 de agosto de 2003; Kiev )
- IX Congreso Mundial de Ucrania (20 al 22 de agosto de 2008; Cámara de Ucrania, Kiev)
- X Congreso Mundial de Ucrania (20 al 22 de agosto de 2013; Politécnico de Lviv, Lviv )
- XI Congreso Mundial de Ucrania (25 al 27 de noviembre de 2018; Complejo Deportivo Nacional Olimpiyskiy, Kiev)